# Parti progressiste martiniquais
Pour les articles homonymes, voir PPM.
 (juillet 2021).
Si vous disposez d'ouvrages ou d'articles de référence ou si vous connaissez des sites web de qualité traitant du thème abordé ici, merci de compléter l'article en donnant les références utiles à sa vérifiabilité et en les liant à la section « Notes et références ».
Le Parti progressiste martiniquais (PPM) est un parti politique martiniquais créé en 1958 par Aimé Césaire et Pierre Aliker. Il est depuis le 26 novembre 2023 présidé par Didier Laguerre, maire de Fort-de-France et le vice-président est le député Johnny Hajjar.
Il se définit dans l’article 3 de ses statuts, comme « un parti nationaliste, démocratique et anticolonialiste, inspiré de l'idéal socialiste ». Le PPM est aussi partisan de l'autonomie de la Martinique dans le cadre de la République Française et fut affilié au niveau national à la NUPES.

## Historique

### Fondation et la présidence d'Aimé Césaire (1958-2005)
Le Parti progressiste martiniquais est créé le 22 mars 1958 par Aimé Césaire et Pierre Aliker, avec quelques compagnons dont Aristide Maugée ou Georges Marie-Anne. Deux ans auparavant, le 24 octobre 1956, Aimé Césaire adressait à Maurice Thorez, secrétaire-général du Parti communiste français à l'époque, sa démission du PCF et de son groupe parlementaire, dans la célèbre Lettre à Maurice Thorez.
Lors du IIIe congrès du parti les 12 et 13 août 1967, le PPM adopte le mot d'ordre d'autonomie. Dans son discours de clôture, Aimé Césaire déclare : « Cette indispensable conquête du pouvoir politique par le peuple martiniquais, nous, le PPM, nous pensons qu'elle ne peut se faire par l'accession de la Martinique à l'autonomie dans l'ensemble français... tout en restant dans le cadre français, nous entendons pouvoir prendre librement les décisions qui nous concernent au premier chef en tant que martiniquais et exécuter nous-mêmes ces décisions... par conséquent nous préconisons dès maintenant l'institution d'une assemblée délibérante martiniquaise souveraine dans un certain nombre de domaines, lesquels sont à délimiter, et d'un exécutif martiniquais ».
En 1973, Aimé Césaire prononce, un an après l'échec de la Convention autonomiste du Morne-Rouge, le célèbre Discours des trois voies et des cinq libertés. Compte tenu de ce revers une nouvelle stratégie s'impose. Aimé Césaire constate que le mot d'ordre d'autonomie n'obtient pas l'adhésion majoritaire. Il considère qu'il faut l'adapter aux exigences du temps présent et œuvrer pour promouvoir le développement économique.
Le mot d'ordre d'autonomie a été réaffirmé lors VIIIe congrès du PPM en juillet 1979. « L'autonomie pour la nation martiniquaise, étape de l'histoire du peuple martiniquais en lutte depuis trois siècles pour son émancipation définitive ».
Le 29 mai 1981, Aimé Césaire prononce dans la cour de la mairie de Fort-de-France, le célèbre « discours du Moratoire ». Il déclare : « Camarades, vous savez ce qu'est un moratoire ? C'est un arrêt provisoire, c'est une suspension. Je n'ai pas dit suppression, j'ai dit une suspension... Je proclame ce soir et jusqu'à nouvel ordre, je proclame solennellement un moratoire politique, concernant le problème du statut juridique ».

### Présidence de Serge Letchimy (de 2005 à 2023)
Lors du 17e congrès du PPM en octobre 2005, Aimé Césaire et Pierre Aliker quittent la direction du parti et passent le témoin à la nouvelle génération. Serge Letchimy est élu président du PPM.
En 2006 a lieu la scission du RDM de Claude Lise.
Aux élections législatives de 2007, Serge Letchimy est élu député de la Martinique, apparenté au groupe Socialiste, radical, citoyen et divers gauche.
Le PPM est le seul parti autonomiste à être opposé à une évolution statutaire dans le cadre de l'article 74 de la Constitution. Dans une déclaration officielle, le PPM a fait savoir qu'il votera en faveur de l'article 73 lors du référendum du 24 janvier 2010. Le PPM prône une « troisième voie », c'est-à-dire une autonomie constitutionnalisée à l'instar de la Nouvelle-Calédonie.
Aux élections régionales des 14 et 21 mars 2010, la liste Ensemble, pour une Martinique nouvelle conduite par Serge Letchimy arrive en tête au second tour avec 78 193 voix et obtient une majorité de 26 sièges pour diriger le conseil régional de la Martinique. La liste Ensemble, pour une Martinique nouvelle est constituée d'élus du PPM, de la Fédération socialiste de Martinique, du Mouvement populaire franciscain, d'Osons oser, du mouvement Vivre à Schœlcher, divers gauche et des gens de la société civile. Il y a 15 élus encartés PPM sur cette liste : Serge Letchimy, Catherine Conconne, Didier Laguerre, Daniel Robin, Daniel Chomet, Jean Crusol, Fred Lordinot, Christiane Mage, Simon Morin, Thierry Fondelot, Élisabeth Landi, Marie-Thérèse Casimirius, Manuella Kéclard-Mondésir, Jean-Claude Duverger et Camille Chauvet.
Le 26 mars 2010, Serge Letchimy est élu officiellement président du conseil régional de la Martinique.
Lors des élections cantonales des 20 et 27 mars 2011, le PPM gagne les cantons 3,4,6 et 8 de Fort-de-France, mais perd celui de Sainte-Marie 1 détenu par Fred Lordinot, qui est éliminé dès le 1er tour. Le groupe Ensemble, pour une Martinique nouvelle au conseil général constitué des élus du PPM, de la Fédération socialiste de Martinique, du Mouvement populaire franciscain, d'Osons oser, et du mouvement Vivre à Schœlcher obtient la majorité et remporte la présidence du conseil général de la Martinique. C'est la conseillère générale de Bâtir le pays Martinique, Josette Manin, qui est élue présidente de l'assemblée départementale grâce notamment aux voix des 11 élus PPM du groupe.

### Coalition Ensemble pour une Martinique nouvelle
La coalition Ensemble pour une Martinique nouvelle est créée à l'initiative de Serge Letchimy, lors des élections régionales de mars 2010. Elle est constituée des élus du PPM, de la Fédération socialiste de la Martinique, du Mouvement populaire franciscain, d'Osons oser, du mouvement Vivre à Schœlcher et d'élus divers gauche et divers droite. La coalition dont le PPM est la principale composante, dominait la vie politique en Martinique depuis les régionales de 2010 et les cantonales de 2011. En effet, cette coalition se trouvait à la direction des deux assemblées majeures de la Martinique, le conseil général avec Josette Manin, et le conseil régional avec Serge Letchimy.
Le 25 septembre 2011, Serge Larcher et Maurice Antiste soutenus par la coalition Ensemble pour une Martinique nouvelle, sont élus sénateurs de la Martinique. Le 22 octobre 2011, Maurice Bonté, maire divers droite de L'Ajoupa-Bouillon est élu président de l'association des maires de la Martinique, avec l'appui de la coalition.
En 2012, lors des élections législatives, la coalition essuie son premier revers électoral. En effet, sur les 4 candidats présentés par l'alliance, seul Serge Letchimy est réélu député, le 16 juin 2012. Luc-Louison Clémenté, Arnaud René-Corail et Louis-Joseph Manscour sont battus par les candidats soutenus par la coalition MIM-CNCP-PALIMA-MODEMAS-RDM, dont le leader est Alfred Marie-Jeanne.
Les élections territoriales de 2015 doivent permettre de constituer pour la première fois l'assemblée de la collectivité territoriale unique de Martinique, remplaçant ainsi le conseil régional et le conseil général. La coalition, toujours menée par Serge Letchimy, regroupe, outre le PPM, la Fédération socialiste de la Martinique, le parti Bâtir le pays Martinique, le Parti régionaliste martiniquais, le Mouvement populaire franciscain, le parti Osons-Oser et des candidats divers gauche. Les têtes de la liste sont Jenny Dulys-Petit, du mouvement Osons-Oser, maire du Morne-Rouge, pour la section du Nord, David Zobda, secrétaire général de BPM, premier adjoint du Lamentin, premier vice-président du conseil général, pour la section du Centre, Serge Letchimy pour la section de Fort-de-France, et Nicaise Monrose, maire de Sainte-Luce, pour la section du Sud. Au premier tour, la liste obtient 47 002 voix, soit 38,96 % et arrive en tête devant la liste Grand Sanblé d'Alfred Marie-Jeanne du MIM. Pour le second tour, ce dernier fait alliance avec la liste conduite par Yan Monplaisir des Républicains et bat la liste Ensemble pour une Martinique nouvelle qui obtient 70 776 voix, soit 45,86 %, et 18 élus sur 51. Le PPM obtient quant à lui 7 élus à l'Assemblée.
Pour l'élection présidentielle de 2017, Serge Letchimy apporte lors de sa visite aux Antilles un soutien appuyé en mars 2017 au candidat Benoît Hamon, après avoir repoussé les avances du parti d'Emmanuel Macron.

### La liste "Alians Matinik" aux Élections territoriales de 2021
La liste "Alians Matinik" conduite par Serge Letchimy remporte les Élections territoriales de 2021 en Martinique en obtenant au second tour 50 104 voix. Le PPM est la principale composante de l'alliance "Alians Matinik" qui est majoritaire à l'Assemblée de Martinique avec 26 sièges depuis les élections territoriales des 20 et 27 juin 2021. Le Conseil exécutif de Martinique a pour président l'ancien député Serge Letchimy depuis le 2 juillet 2021.
La liste "Alians Matinik" est composée du Parti progressiste martiniquais de  Serge Letchimy son leader, de Bâtir le pays Martinique  de la députée Josette Manin et de David Zobda, maire du Lamentin, de Bruno Nestor Azérot, maire de Sainte-Marie, du mouvement "Osons-Oser" de Jenny Dulys-Petit, maire du Morne-Rouge, du mouvement "Vivre à Schoelcher", du Mouvement populaire franciscain, du Mouvement démocratique joséphin, de Dynamique trinitéenne, de Nicaise Monrose, maire divers gauche de Sainte-Luce, de la socialiste Patricia Telle, 1re adjointe au maire de Trinité et des représentants de la société civile.
Le PPM a 6 élus encartés à l'Assemblée de Martinique, il s'agit de Didier Laguerre, maire de Fort de France, de Jean-Claude Écanvil, maire du Carbet, de Félix Ismain, maire de Bellefontaine, de Jean-Claude Duverger, de Michelle Monrose et de Charles Chammas et 2 élus encartés au Conseil exécutif de Martinique, le président Serge Letchimy et Marie-Thérèse Casimirius, maire de Basse-Pointe.

## Idéologie
Selon l'article 3 des statuts du parti : « le PPM est un parti nationaliste, démocratique et anticolonialiste, inspiré de l'idéal socialiste [...] il entend dès maintenant, préparer le peuple martiniquais à assumer la responsabilité des décisions sur le plan politique, économique et social, sur le plan culturel, axer ses efforts sur le développement de la personnalité martiniquaise ». En 1958, à l'occasion de la création du PPM, Aimé Césaire présente un rapport intitulé Pour la transformation de la Martinique en région dans le cadre d'une union française fédérée. Lors du congrès constitutif, il disait dans son discours « Le Parti progressiste martiniquais pourrait proposer la transformation des départements d'outre-mer en régions fédérales. Si nous faisons cela nous aurons réussi à allier notre double souci de rester liés à la France et d'être de bons Martiniquais ».

## Organisation
En 2021, le PPM comprend 2 000 adhérents et 30 balisiers (sections) sur l'ensemble du territoire de la Martinique. Le parti a aussi 4 maires encartés, Didier Laguerre (Fort-de-France), Jean-Claude Ecanvil (Le Carbet), Marie-Thérèse Casimirius (Basse-Pointe) et Félix Ismain (Bellefontaine). Le parti compte un député depuis le 18 juin 2022, il s'agit de Johnny Hajjar et n'a plus de sénateur depuis le départ du PPM de Catherine Conconne le 30 avril 2020.
Le PPM a aussi 6 élus encartés à l'Assemblée de Martinique, il s'agit de Didier Laguerre, maire de Fort de France, de Jean-Claude Écanvil, maire du Carbet, de Félix Ismain, maire de Bellefontaine, de Jean-Claude Duverger, de Michelle Monrose et de Charles Chammas et 2 élus encartés au Conseil exécutif de Martinique, le président Serge Letchimy et Marie-Thérèse Casimirius, maire de Basse-Pointe.

### Présidents
- Aimé Césaire du 22 mars 1958 au 14 juin 2005
- Serge Letchimy du 14 juin 2005 au 26 novembre 2023
- Didier Laguerre depuis le 26 novembre 2023. Lors du 22ème Congrès du Parti Progressiste Martiniquais qui a eu lieu 26/11/2023, un poste de vice-président a été créé pour la première fois et c'est Johnny Hajjar qui a été élu[12].

### Secrétaires-généraux
- Rodolphe Désiré, secrétaire général de 1967 à 1970.
- Camille Darsières, secrétaire général de 1970 à 1999.
- Yvon Paquit, secrétaire général de 1999 à 2001.
- Pierre Suédile, secrétaire général de 2001 à 2004.
- Catherine Conconne, par intérim de 2004 à 2005.
- Didier Laguerre, de 2005 à ???
- Alain Alfred, de ??? à 2016
- Johnny Hajjar, du 26/06/2016[13] au 26/11/2023.
- Alain Alfred, depuis le 26 novembre 2023[12]

## Résultats électoraux

### Élections législatives
| Année | 1er tour | 1er tour | 2d tour | 2d tour | Sièges | Rang | Gouvernement        |
| Année | Voix     | %        | Voix    | %       | Sièges | Rang | Gouvernement        |
| ----- | -------- | -------- | ------- | ------- | ------ | ---- | ------------------- |
| 1958  | 22 483   | 39,42    | 7 411   | 17,53   | 1 / 3  | 1re  | Opposition          |
| 1962  | 13 671   | 28,29    | 22 661  | 52,03   | 1 / 3  | 2e   | Opposition          |
| 1967  | 17 120   | 20,27    |         |         | 1 / 3  | 2e   | Opposition          |
| 1968  | 15 907   | 20,13    |         |         | 1 / 3  | 2e   | Opposition          |
| 1973  | 18 126   | 20,19    |         |         | 1 / 3  | 2e   | Opposition          |
| 1978  | 21 460   | 21,13    |         |         | 1 / 3  | 2e   | Opposition          |
| 1981  | 17 039   | 26,51    | 20 965  | 25,47   | 1 / 3  | 2e   | Opposition          |
| 1986  | 56 044   | 51,18    |         |         | 1 / 4  | 1er  | Opposition          |
| 1988  | 25 367   | 31,03    | 12 815  | 15,23   | 2 / 4  | 1er  | Opposition          |
| 1993  | 20 613   | 20,70    | 25 358  | 21,79   | 1 / 4  | 2e   | Opposition          |
| 1997  | 21 467   | 23,02    | 20 937  | 18,05   | 1 / 4  | 2e   | Opposition          |
| 2002  | 8 269    | 9,89     | 13 184  | 14,64   | 0 / 4  | 4e   | Extra parlementaire |
| 2007  | 16 358   | 16,70    | 28 387  | 24,91   | 1 / 4  | 3e   | Opposition          |
| 2012  | 20 572   | 21,90    | 37 588  | 34,14   | 1 / 4  | 1er  | Opposition          |
| 2017a |          |          |         |         | 1 / 4  |      | Opposition          |
| 2022b | 9 039    | 14,56    | 7 813   | 10,72   | 1 / 4  | 3e   | Opposition          |
| 2024b | 6 626    | 7,35     | 8 541   | 9,22    | 0 / 4  | 3e   | Extra parlementaire |

a Au sein d'Ensemble, pour une Martinique nouvelle.

b Au sein d'Alians Matinik.

## Publication
Le journal du PPM, Le Progressiste, est un hebdomadaire publié depuis 1959.

## Logo
Le logo du PPM - aux couleurs vert-rouge-noir - représente une fleur de balisier des Caraïbes stylisée.